# Episodi de La casa del guardaboschi (quinta stagione)
La quinta stagione della serie televisiva La casa del guardaboschi è in onda dal 30 maggio 1994 al 29 agosto 1994 sul canale ZDF.
| nº | Titolo originale          | Titolo italiano | Prima TV Germania | Prima TV in italiano |
| -- | ------------------------- | --------------- | ----------------- | -------------------- |
| 1  | Ein neuer Tag             |                 | 30 maggio 1994    |                      |
| 2  | Ricas Kummer              |                 | 6 giugno 1994     |                      |
| 3  | Die Praktikantin          |                 | 13 giugno 1994    |                      |
| 4  | Kuppeleien                |                 | 20 giugno 1994    |                      |
| 5  | Der Maibaum               |                 | 27 giugno 1994    |                      |
| 6  | Grenzgänger               |                 | 4 luglio 1994     |                      |
| 7  | Die Großstadtpflanze      |                 | 11 luglio 1994    |                      |
| 8  | Sommernachtsträume        |                 | 18 luglio 1994    |                      |
| 9  | Ein Koffer in Berlin      |                 | 25 luglio 1994    |                      |
| 10 | Endlich daheim            |                 | 1 agosto 1994     |                      |
| 11 | Mit spitzer Feder         |                 | 8 agosto 1994     |                      |
| 12 | Irrungen und Wirrungen    |                 | 22 agosto 1994    |                      |
| 13 | Hochzeit mit Hindernissen |                 | 29 agosto 1994    |                      |